# Törpe baltahasúlazac
A törpe baltahasúlazac (Carnegiella marthae) a csontos halak (Osteichthyes) főosztályának sugarasúszójú halak (Actinopterygii) osztályába, ezen belül  a pontylazacalakúak (Characiformes) rendjébe és a szekercelazacok (Gasteropelecidae) családjába tartozó faj.

## Előfordulása
Dél-Amerikában az Orinoco-vidék lassú folyású patakjainak felső szintjének lakója.

## Megjelenése
Testhossza 4 centiméter. A hal testének alakja jellemző az összes baltahasúlazac-fajra, színe a fény szögétől függően lilás vagy zöldes árnyalatú lehet. Hasoldala rendkívül mély, ívelt, míg hátoldala egyenes. Az oldalvonal mentén fekete csík van, fölötte világosabb, krémszínű vonal látható, alatta ezüstös rétegekkel. Hasoldalának alsó élét és a szemet alulról sötét vonal szegélyezi. A test egészét apró sötét foltok borítják. Mellúszói erősek, jól fejlettek, segítségükkel a hal képes kiugrani a vízből, majdnem a farokig ér. A farok alatti úszó viszonylag hátul helyezkedik el.

## Életmódja
Mindenevő, de kedveli az élő tubifexet és az apró rovarokat is.

## Szaporodása
A nemek között nem látható feltűnő különbség, bár az ívási időszakban a nőstények testén keresztül láthatóvá válnak a fehér színű ikrák. Szabadon ikrázó, tartása és tenyésztése mérsékelten nehéz. Fogságban ritkán ívik. Tapasztalt akvaristáknak való halfaj.

## Tartása
Az akvárium, melyben ezeket az érdekes lazacokat szeretnénk tartani, fedett és tágas legyen (legalább 60 literes), elegendő úszótérrel, de sűrű növényekkel borított. A baltahasúlazacokat néha nevezik „repülőhalnak” is, mivel a vízből kiugorva rövid ideig a víz felszínén tudnak siklani széles, szárnyszerű mellúszóival.
A baltahasúlazacokat csoportosan tartsuk nagyobb lazacok, esetleg vitorláshalak társaságágban. A 22-26 fokos víz megfelelő.